# Dornier Do 228

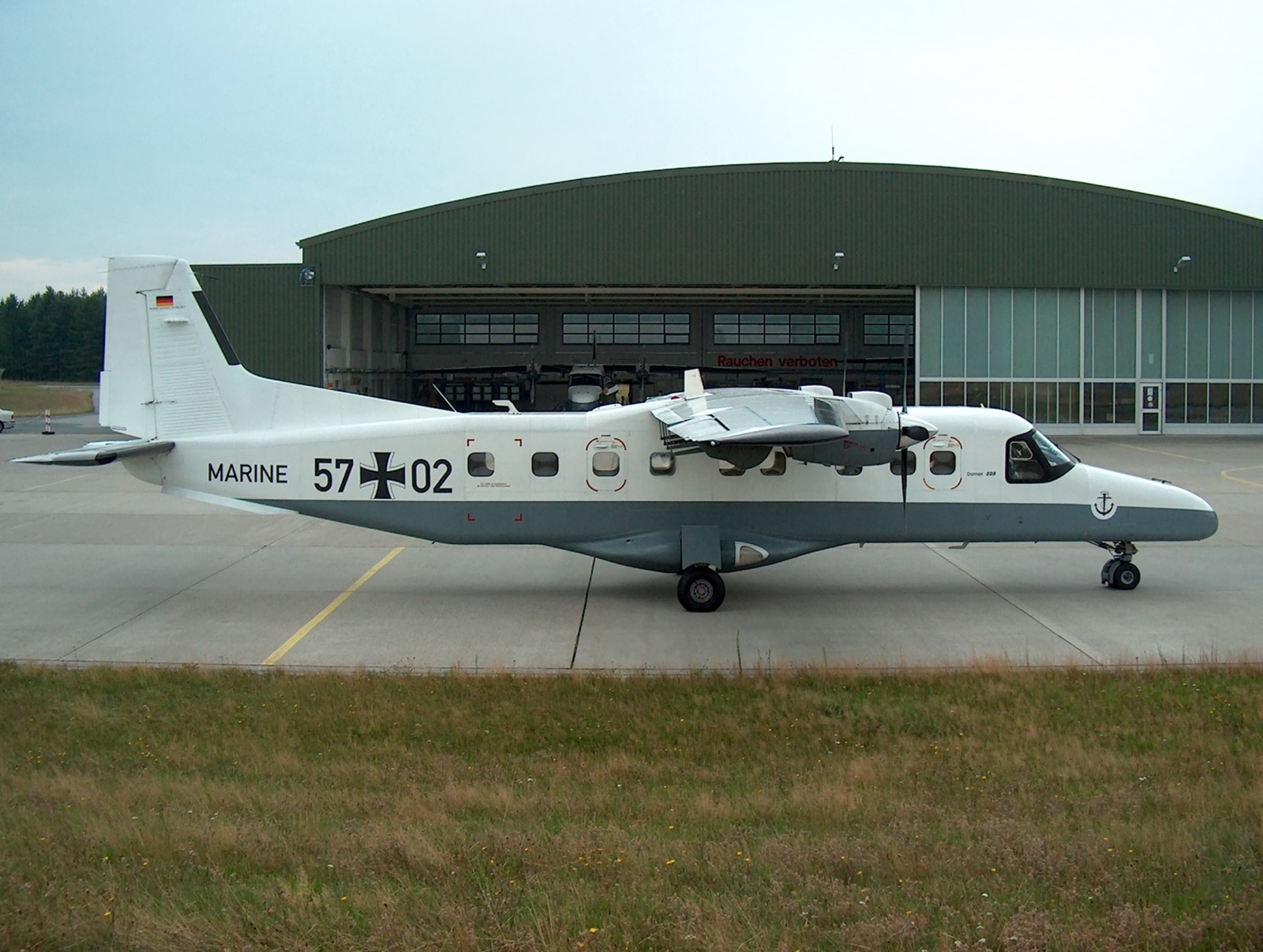
Do 228 ВМС ФРГ.

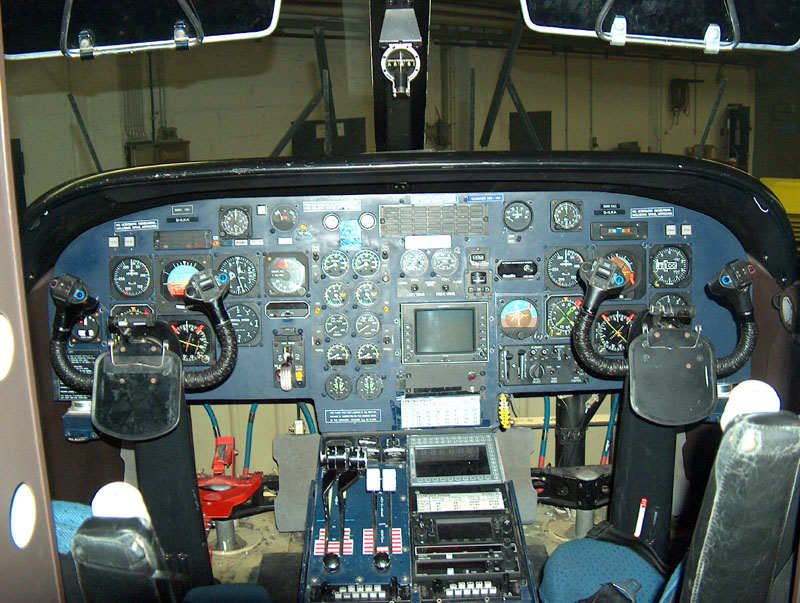
Кабина пилотов

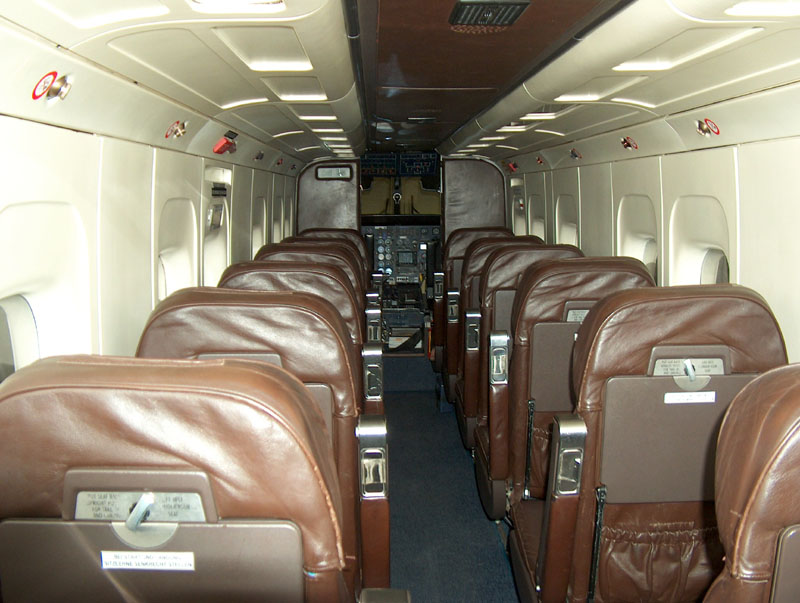
Пассажирский салон

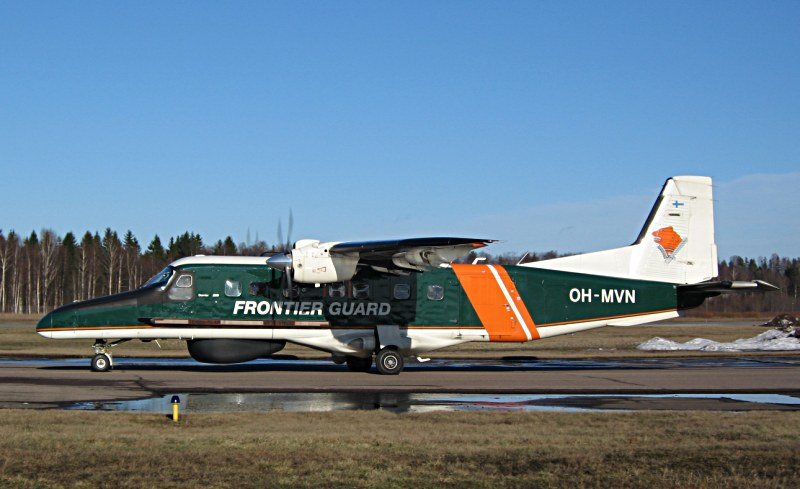
Do 228 финской пограничной службы в аэропорту Malmi, Хельсинки

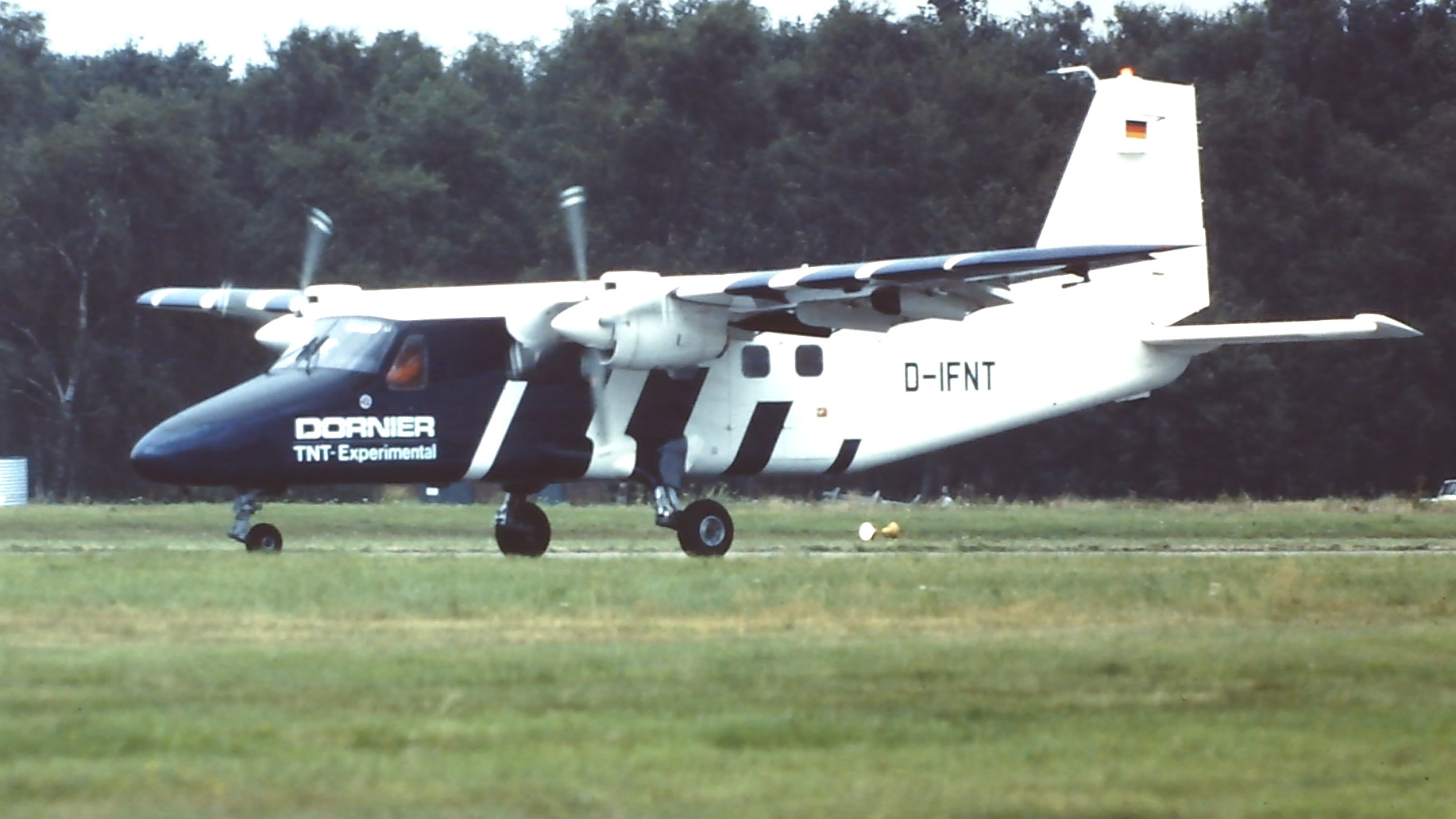
Экспериментальный Do 28 TNT (1980)

Dornier 228 — двухмоторный самолёт для местных авиалиний, производившийся германской компанией Dornier GmbH (позднее — DASA, Fairchild-Dornier) с 1981 по 1998 г.

## История
Впервые самолёт был представлен на Берлинском авиасалоне в 1980 году. Первый полёт был совершён 21 марта 1981 года. В 1983 году был подписан контракт с индийской компанией Hindustan Aeronautics. В 1985 году был выпущен первый совместной с Hindustan Aeronautics самолёт. Dornier Do 228 использовались преимущественно вооружёнными силами Индии. 
В 1996 году было объявлено, что производство переносится в Индию. В 1998 году деятельность на немецкой производственной линии была остановлена, частично для того, чтобы сосредоточиться на производстве более крупного Dornier 328.
В 2009 году в Германии началась разработка Do 228NG — Dornier Do 228 нового поколения. Производство началось в 2016 году. Первые поставки нового самолёта осуществились в Японию.
В 2020 году немецкую производственную линию купила американская компания General Atomics. 
Dornier 228 эксплуатируется в различных областях — в качестве пассажирского, грузового, военного самолёта. Военная модификация позволяет осуществлять миссии морского наблюдения, поисково-спасательные операции. Самолёт может также использоваться как медицинский.
Dornier Do 228 отличается благодаря широкому диапазону действия, низкой эксплуатационной стоимости и разнообразному ассортименту оборудования.

## Эксплуатация

### Гражданские операторы
Основные операторы Do 228, находившихся в эксплуатации по состоянию на январь 2011 года:
- A Soriano Aviation (2)
- Aerocardal (3)
- Aero VIP (2)
- Agni Air (2)
- African Air Services Leasing (2)
- Air Marshall Islands (1)
- Air West Coast (1)
- Daily Air (4)
- Divi Divi Air (1)
- Dolphin Air (6)
- Dornier Aviation Nigeria (14)
- Gorkha Airlines (2)
- Jagson Airlines (3)
- Indian Airlines (2)
- Inter Island Airways (2)
- LASSA (1)
- Lufttransport (2)
- Maldivian (1)
- Manx2 (3)
- New Central Airlines (3)
- Sita Air (5)
- Summit Air (8)
- Vision Airlines (5)
- Yeti Airlines (2)

### Военные операторы
- Королевская Бутанская армия
- Вооружённые силы Кабо-Верде
- Пограничная охрана Финляндии (2)
- Военно-морские силы Германии
- Береговая охрана Индии
- Вооружённые силы Ирана
- Вооружённые силы Италии
- Малави — 1 по состоянию на 2018 год[5]
- Вооружённые силы Маврикия
- Вооружённые силы Мавритании (1)
- Королевские военно-воздушные силы Нидерландов
- Вооружённые силы Нигера
- Военно-воздушные силы Нигерии
- Авиакрыло полиции Омана
- Вооружённые силы Таиланда

## Лётно-технические характеристики (Do 228NG)
- Экипаж — 2 чел. (может управляться 1 пилотом)
- Пассажировместимость — 19 чел.
- Длина — 16,56 м
- Размах крыла — 16,97 м
- Высота — 4,86 м
- Вес пустого — 3900 кг
- Максимальный взлётный вес — 6600 кг
- Двигатели — 2×турбовинтовых двигателя Honeywell TPE331-10 мощностью 776 л.с. каждый
- Крейсерская скорость — 413 км/ч
- Максимальная дальность полёта 396 км (с полезной нагрузкой 1960 кг)

## Потери самолётов
По данным портала Aviation Safety Network, по состоянию на 18 июня 2020 года, в различных авариях и катастрофах был потерян 41 самолёт Dornier 228. Самолёт пытались угнать 1 раз, при этом никто не погиб. Всего в этих происшествиях погибли 204 человека.